# Chelsea Olivia
Chelsea Olivia Wijaya (Bandar Lampungue, Lampungue, 29 de julho de 1992) é uma atriz indonésia. 

## Filmografia
Filmes
- Bukan Bintang Biasa (2007)
- Summer Breeze (2008)
- Suka Ma Suka (2009)
- Persona Cinta Biasa (2010)

Novelas
- Setetes Embun
- Bayangan Adinda
- Serberkas Kasih Mama
- Matahariku (sinetron)
- Tuhan Ada Dimana-mana
- Kodrat
- Cincin
- Penyihir Cinta
- Maha Cinta
- Cewek Penakluk
- Loni Cantik Maukah Kamu Jadi Pacarku
- Pangeran Penggoda
- Mawar
- Buku Harian Nayla
- Menanti Keajaiban Cinta
- Chelsea
- Melati untuk Marvel
- Mawar Melati
- Cinta Melody sbg Melody
- Antara Cinta dan Dusta sbg Atikah
- Cinta Sejati sbg Saffa

## Discografia
- Trilha sonora de Bukan Bintang Biasa com BBB (Aquarius Musikindo)